# نمادهای ملی ژاپن
نمادهای ملی ژاپن (انگلیسی: National symbols of Japan) نمادهایی هستند که در ژاپن برای نشان دادن آنچه که منحصر به این کشور است، استفاده می شود و این نمادها جنبه های مختلف تاریخ و زندگی فرهنگی این کشور را بازتاب می دهد.

## نمادهای ژاپن
|                                                          | Symbol | Image                                                                        | References             |
| -------------------------------------------------------- | --- | ---------------------------------------------------------------------------- | ---------------------- |
| پرچم                                                     | پرچم ژاپن | Hinomaru                                                                     |                        |
| مون                                                      | نشان امپراتوری ژاپن (گل داودی)                                                                               | Imperial Seal of Japan                                                       |                        |
| سرود ملی                                                 | کیمیگایو 君が代                                                                                              |                                                                              |                        |
| مهر دولتی                                                | مهر دولت ژاپن (پالونیا)                                                                                      | Government Seal of Japan                                                     |                        |
| پروانه ملی                                               | امپراتور بزرگ بنفش                                                                                           | Great purple emperor                                                         |                        |
| درخت ملی                                                 | ساکورا | Cherry blossom tree                                                          |                        |
| گل ملی (غیررسمی)                                         | ساکورا و گل داودی                                                                                            | Cherry blossom flower · Chrysanthemum morifolium flower                      |                        |
| پرنده ملی                                                | قرقاول سبز                                                                                                   | Green pheasant                                                               | مرجع.                  |
| ماهی ملی                                                 | کپور گلگون                                                                                                   | Japanese Koi                                                                 |                        |
| ساز ملی                                                  | کوتو | Japanese Koto                                                                |                        |
| سنگ ملی                                                  | یشم سبز | Jade                                                                         |                        |
| غیررسمی کوه ملی                                          | کوه فوجی | Mount Fuji                                                                   |                        |
| غیررسمی ورزش ملی                                         | سومو | Sumo                                                                         |                        |
| پرچم نیروی دریانوردی دفاع‌ازخود ژاپن                      | پرچم آفتاب تابان                                                                                             | Naval Ensign of Japan                                                        |                        |
| پرچم نیروهای دفاع‌ازخود ژاپن و نیروی زمینی دفاع‌ازخود ژاپن | نیروهای دفاع‌ازخود ژاپن                                                                                       | Naval Ensign of Japan                                                        |                        |
| شخصیت ملی                                                | اماتراسو | Amaterasu                                                                    |                        |
| بنیان‌گذار ملی                                            | امپراتور جینمو (神武天皇 Jinmu-tennō)                                                                        | Emperor Jimmu                                                                |                        |
| غذای ملی                                                 | سوشی، کاری ژاپنی، رامن                                                                                       | Sushi                                                                        | سوشی, کاری ژاپنی, رامن |
| نوشیدنی الکلی ملی                                        | ساکی | Sake                                                                         | ساکی                   |
| میوه ملی                                                 | خرمالوی ژاپنی                                                                                                | Japanese persimmon                                                           | خرمالو                 |
| پول ملی                                                  | ین ژاپن | Japanese Yen coins                                                           |                        |
| رقص ملی                                                  | نو مای | Emperor Jimmu                                                                |                        |
| شاعر ملی                                                 | کویزومی یاکومو، موراساکی شیکیبو، ماتسوئو باشو                                                                | Matsuo Bashō                                                                 |                        |
| داستان حماسی ملی                                         | کوجیکی، نیهون شوکی، داستان بامبوشکن، داستان هیکه (هیکه                                                       | Nihon Shoki                                                                  |                        |
| رنگ‌های ملی                                               | رنگ‌های اصلی: سرخ و سفید. رنگ‌های فرعی: سیاه (ورزش); آبی، سفید و جوانه بهاری (فقط در تیم فوتبال استفاده می‌شود) | سرخ (اصلی) سفید (اصلی) سیاه (فرعی) آبی (فرعی) سفید (فرعی) جوانه بهاری (فرعی) |                        |